# Thomas Graham (kemik)
Thomas Graham, škotski kemik, * 21. december 1805, Glasgow, Škotska, † 16. september 1869, London, Anglija.

## Življenje in delo
Graham je od leta 1819 študiral na Univerzi v Glasgowu. Na univerzi so ga navdušila Thomsonova predavanja iz kemije. Leta 1826 je opravil magisterij. Za tem je dve leti delal na Univerzi v Edinburgu s Hopeom.
Leta 1834 so ga izvolili za člana Kraljeve družbe v Londonu in tri leta kasneje se je preselil v London, kjer je postal profesor kemije na novoustanovljenem Univerzitetnem kolidžu.
Graham je leta 1841 pomagal ustanoviti Kemijsko družbo Londona, ki je bilo prvo britansko kemijsko društvo. Po Daltonovi smrti leta 1844 je Graham postal vodilni kemik v Angliji. 
Neodvisno od Amontonsa je leta 1846 odkril plinski zakon, imenovan Amontonsov zakon o difuziji plinov. Štejejo ga tudi za očeta koloidne kemije.
Na Univerzitetnem kolidžu je ostal vse do leta 1854, kjer je zasedel stolico, ki jo je pred njim držal Newton. Stolico so po Grahamovi smrti ukinili.
Za njegove znanstvene dosežke mu je Kraljeva družba leta 1838 in 1850 podelila kraljevo medaljo ter leta 1862 Copleyjevo medaljo.